# Landry Bonnefoi
‎
Landry Bonnefoi, francoski nogometaš, * 20. september 1983, Villeparisis, Francija.
Bonnefoi je nekdanji nogometaš na mestu vratarja. V Juventus je prišel leta 2001 iz Cannesa, v sezoni 2003/2004 pa je bil posojen Messini. 